# Ян Фішер (борець)
Ян Фішер (нім. Jan Fischer; нар. 29 квітня 1986, Саарбрюкен) — німецький борець греко-римського стилю, срібний та бронзовий призер чемпіонатів Європи, бронзовий призер чемпіонату світу серед військовослужбовців.

## Біографія
Боротьбою почав займатися з 1994 року. Був срібним призером на чемпіонаті світу 2006 року серед юніорів. Двічі виборював бронзові нагороди юніорських європейських першостей — у 2004 та 2005. Виступає за борцівський клуб «KSV» Кьоллербах, земля Саар. Тренер — Франк Гартманн (з 2000).
Чемпіон Німеччини у 2007, 2008, 2009, 2010 та 2016 роках, другий у 2015 році та третій у 2006 та 2011 роках.

## Спортивні результати на міжнародних змаганнях

### Виступи на Чемпіонатах світу
| Змагання                        | Збірна    | Вагова категорія                 | Місце |
| ------------------------------- | --------- | -------------------------------- | ----- |
| Чемпіонат світу з боротьби 2007 | Німеччина | греко-римська боротьба, до 84 кг | 9     |
| Чемпіонат світу з боротьби 2009 | Німеччина | греко-римська боротьба, до 84 кг | 28    |
| Чемпіонат світу з боротьби 2010 | Німеччина | греко-римська боротьба, до 84 кг | 16    |
| Чемпіонат світу з боротьби 2011 | Німеччина | греко-римська боротьба, до 84 кг | 24    |

### Виступи на Чемпіонатах Європи
| Змагання                         | Збірна    | Вагова категорія                 | Місце  |
| -------------------------------- | --------- | -------------------------------- | ------ |
| Чемпіонат Європи з боротьби 2007 | Німеччина | греко-римська боротьба, до 84 кг | Срібло |
| Чемпіонат Європи з боротьби 2008 | Німеччина | греко-римська боротьба, до 84 кг | 5      |
| Чемпіонат Європи з боротьби 2010 | Німеччина | греко-римська боротьба, до 84 кг | Бронза |
| Чемпіонат Європи з боротьби 2011 | Німеччина | греко-римська боротьба, до 84 кг | 5      |
| Чемпіонат Європи з боротьби 2014 | Німеччина | греко-римська боротьба, до 85 кг | 5      |

### Виступи на Кубках світу
| Змагання                    | Збірна    | Вагова категорія                 | Місце |
| --------------------------- | --------- | -------------------------------- | ----- |
| Кубок світу з боротьби 2015 | Німеччина | греко-римська боротьба, до 85 кг | 7     |

### Виступи на Чемпіонатах світу серед військовослужбовців
| Змагання                                                  | Збірна    | Вагова категорія                 | Місце  |
| --------------------------------------------------------- | --------- | -------------------------------- | ------ |
| Чемпіонат світу з боротьби серед військовослужбовців 2008 | Німеччина | греко-римська боротьба, до 84 кг | Бронза |

### Виступи на інших змаганнях
| Змагання                                                         | Збірна    | Вагова категорія                 | Місце  |
| ---------------------------------------------------------------- | --------- | -------------------------------- | ------ |
| Гран-прі Німеччини з боротьби 2007                               | Німеччина | греко-римська боротьба, до 84 кг | 13     |
| Олімпійський кваліфікаційний турнір з боротьби 2008 (Роме-Остія) | Німеччина | греко-римська боротьба, до 84 кг | 8      |
| Олімпійський кваліфікаційний турнір з боротьби 2008 (Новий Сад)  | Німеччина | греко-римська боротьба, до 84 кг | 17     |
| Гран-прі Німеччини з боротьби 2009                               | Німеччина | греко-римська боротьба, до 84 кг | 7      |
| Гран-прі Німеччини з боротьби 2010                               | Німеччина | греко-римська боротьба, до 84 кг | Золото |
| Кубок Гранми з боротьби 2011                                     | Німеччина | греко-римська боротьба, до 84 кг | Срібло |
| Кубок Гранми з боротьби 2012                                     | Німеччина | греко-римська боротьба, до 84 кг | 5      |
| Олімпійський кваліфікаційний турнір з боротьби 2012 (Гельсінкі)  | Німеччина | греко-римська боротьба, до 84 кг | 13     |
| Тор Мастерс 2014                                                 | Німеччина | греко-римська боротьба, до 85 кг | Срібло |
| Турнір Дана Колова — Николи Петрова 2014                         | Німеччина | греко-римська боротьба, до 85 кг | 12     |
| Меморіал Іона Корнеану 2015                                      | Німеччина | греко-римська боротьба, до 85 кг | Срібло |
| Кубок Владислава Пітласинські 2015                               | Німеччина | греко-римська боротьба, до 85 кг | 12     |
| Тор Мастерс 2016                                                 | Німеччина | греко-римська боротьба, до 85 кг | 7      |

### Виступи на змаганнях молодших вікових груп
| Змагання                                       | Збірна    | Вагова категорія                 | Місце  |
| ---------------------------------------------- | --------- | -------------------------------- | ------ |
| Чемпіонат Європи з боротьби серед кадетів 2003 | Німеччина | греко-римська боротьба, до 69 кг | 5      |
| Чемпіонат Європи з боротьби серед юніорів 2004 | Німеччина | греко-римська боротьба, до 74 кг | Бронза |
| Чемпіонат Європи з боротьби серед юніорів 2005 | Німеччина | греко-римська боротьба, до 84 кг | Бронза |
| Чемпіонат світу з боротьби серед юніорів 2006  | Німеччина | греко-римська боротьба, до 84 кг | Срібло |